# Tiêu (họ)

họ Tiêu viết bằng chữ Hán

Tiêu là một họ của người ở vùng văn hóa Đông Á. Họ này có mặt ở Việt Nam, Trung Quốc và Đài Loan (chữ Hán: 蕭, Bính âm: Xiao) và Triều Tiên (Hangul: 소, Romaja quốc ngữ: So). Trong danh sách Bách gia tính họ này đứng thứ 99, người mang họ Tiêu đông thứ 30 ở Trung Quốc theo thống kê năm 2006.
Tại Việt Nam, người họ Tiêu có thể là người Kinh, người Hoa hoặc một dân tộc thiểu số khác. Nhưng người họ Tiêu gốc Việt sống tập trung chủ yếu ở miền bắc Việt Nam như các tỉnh: Hải Dương, Hà Nội hay Quảng Trị,...

## Lịch sử
Họ Tiêu có nguồn gốc từ huyện Tiêu ở tỉnh An Huy, Trung Quốc. Ở nước Tống trong thời kỳ Xuân Thu của Trung Quốc cổ đại, nhà quý tộc Tiêu Thúc Đại Tâm (蕭叔大心) được phong tại huyện Tiêu, nơi trở thành một nước trực thuộc của nước Tống. Người dân huyện Tiêu sau đó đã lấy tên huyện của họ làm họ của họ. Nhiều thế kỷ sau, Tiêu Hà là tể tướng đầu tiên của nhà Hán . Sau đó, hậu duệ của ông là Tiêu Bưu (萧彪) chuyển đến Lan Lăng (兰陵), nay là Nghi Thành thuộc tỉnh Sơn Đông,  do những vấn đề chính trị dưới thời Hán Vũ Đế. Do đó, người họ Tiêu cũng có nguồn gốc từ Lan Lăng, và đôi khi họ được gọi là Lan Lăng Tiêu (“兰陵萧”).
Một phong trào quần chúng khác của người họ Tiêu diễn ra trong vụ Thảm sát Vĩnh Gia vào cuối triều đại Tây Tấn, khi Tiêu Chính (萧整) chuyển đến Đan Dương, Giang Tô. Nó còn được gọi là Nam Lan Lăng (南兰陵). Hậu duệ của Tiêu Đan Dương (丹阳萧氏) sau này đã thành lập hai triều đại: Tiêu Đạo Thành là hoàng đế sáng lập ra triều đại Nam Tề, và Tiêu Diễn lập ra triều đại Lương.

## Người Việt Nam họ Tiêu nổi tiếng
- Tiêu Văn Mẫn, anh hùng lực lượng vũ trang nhân dân Việt Nam
- Lam Trường, tên đầy đủ là Tiêu Lam Trường, ca sĩ Việt Nam

## Người Trung Quốc họ Tiêu nổi tiếng
- Tiêu Hà, tướng quốc nhà Tây Hán, khai quốc công thần của Hán Cao Tổ
- Các vua nhà Nam Tề bắt đầu từ Tiêu Đạo Thành
- Các vua nhà Nam Lương bắt đầu từ Tiêu Diễn
- Các vua nhà Hậu Lương (Nam triều) bắt đầu từ Tiêu Sát
- Tiêu Xước, thái hậu Nhà Liêu
- Tiêu Khắc, Đại tướng Quân Giải phóng Nhân dân Trung Quốc
- Tiêu Phương Phương, diễn viên Hồng Kông
- Tiêu Á Hiên, ca sĩ Đài Loan
- Xiaojun tên thật là 肖德俊 (Bính Âm: Xiào Déjùn) (Hán Việt: Tiêu Đức Tuấn), thành viên nhóm nhạc NCT
- Tiêu Ân Tuấn, diễn viên Trung Quốc
- Tiêu Yến, diễn viên Trung Quốc
- Tiêu Chiến, diễn viên Trung Quốc

## Trong văn học
- Tiêu Phong, nhân vật chính trong truyện Thiên long bát bộ của Kim Dung
- Tiêu Thập Nhất Lang, truyện kiếm hiệp của Cổ Long.
- Tiêu Nại, nam chính của truyện Yêu em từ cái nhìn đầu tiên của tác giả Cố Mạn.